# (220) Estefania
(220) Stephania és un asteroide pertanyent al cinturó d'asteroides descobert el 19 de maig de 1881 per Johann Palisa des de l'observatori de Viena, Àustria.
Està nomenat així en honor de la princesa Estefania de Bèlgica (1864-1945).